# عبد العزيز الملتاني
أبو عبد الرحمن عبد العزيز بن أحمد بن الحامد القرشي الفريهاري الملتاني  كان من كبار العلماء والفقهاء الأحناف.

## سيرته
كان زاهداً متقللاً يديم الاشتغال بمطالعة الكتب وكان لا يتردد إلى الأغنياء ولا يقبل نذورهم، وكان شديد الميل إلى إتباع السنة السنية ورفض التقليد، قال في الياقوت: وبالجملة لا يرتاب مسلم في أن الله سبحانه أمر باتباع رسوله فلا نترك اليقين بالشك ومن لامنا عليه فليلم. وقال في كوثر النبي: وإلى الله المشتكى من المعاصرين ومن علمائهم المتعصبين القاصرين اتخذوا علم الحديث ظهرياً ونبذوا التخريج نسياً منسياً، فأوعظهم ألهجهم بالأكاذيب وأعلمهم أكذبهم في الترغيب والترهيب، وليس هذا أول قارورة كسرت في الإسلام بل هذه الشنيعة متقاومة من سالف الأيام فإن الأبالسة أفسدوا بالوضع والتزوير فانخدع لهم مدونوا المواعظ والتفسير ويهلك بتدوينها تالف بعد تالف والله الناصر الموفق للمحدثين وموكلهم عن نفي الكذب في الدين.

## مؤلفاته
له مصنفات كثيرة في المعقول والمنقول منها: الصمصام في ذم التأويل والبحر المحيط والسلسبيل ثلاثتها في التفسير وما يتعلق به، كوثر النبي في مصطلحات الحديث والموضوعات والرسالة في إثبات رفع السبابة في التشهد ومختصر منظوم بالعربي في هذا الباب، كتاب النبراس في شرح العقائد بالعربي صنفه سنة تسع وثلاثين ومائتين وألف، وكتاب سدرة المنتهى ومرام الكلام في عقائد الإسلام والإيمان الكامل بالفارسي ورسالة في الرد على الروافض والناهية عن ذم معاوية كلها في الكلام، والحاشية العزيزية على متن الإيساغوجي في المنطق، وكتاب الإكسير في ثلاثة مجلدات والزمرد الأخضر بالعربي صنفه سنة ثمان واثنتين والترياق بالعربي صنفه سنة سبع وثلاثين والعنبر الأشهب بالعربي وفرهنك مصطلحات طبيه بالفارسي كلها في الصناعة الطبية، وكتاب الياقوت رسالة له بالعربية في ذم التقليد والعتيق ومعجون الجواهر والدر المكنون والنبطاسيا والأوقيانوس واليواقيت في علم المواقيت ورسالة في الجفر الجامع ورسالة في سير السماء وتسهيل السيارات ورسالة في الكسوف واللوح المحفوظ ومنتهى الكمال. وله غير ذلك من الرسائل.

## وفاته
مات الملتاني في شبابه حين جاوز ثلاثين سنة.